# Diores strandi
Diores strandi är en spindelart som beskrevs av Lodovico di Caporiacco 1949. Diores strandi ingår i släktet Diores och familjen Zodariidae. Inga underarter finns listade i Catalogue of Life.